# Katie Ohe
Katie Ohe (1937) es una escultora canadiense residente en Alberta.

## Datos biográficos
Formada como escultora en el Alberta College of Art de Calgary donde obtuvo su Bachelor of Arts (en inglés AB), completó sus estudios en el Museo de Montreal, en el Sculpture Centre de Nueva York y en la Fundición Frabris de Verona, Italia.
Ohe es conocida como uno de los primeros artistas que hicieron escultura abstracta en Alberta, y ha tenido una gran influencia como profesora en la Universidad de Alberta de Arte y Diseño. Es conocida por sus esculturas cinéticas, y en 2001 recibió un doctorado honorario de la Universidad de Calgary, en reconocimiento a su influencia pionera en el arte en Alberta.